# The Lobster
The Lobster is een Grieks-Britse absurdistische, grimmige sciencefictionfilm uit 2015, geregisseerd door Giorgos Lanthimos. De film ging in première op 15 mei op het 68e filmfestival van Cannes.

## Verhaal
De film speelt zich af in een dystopische nabije toekomst. Vrijgezellen worden gearresteerd en overgebracht naar een hotel waar ze verplicht worden binnen de 45 dagen een partner te vinden. Iedere vrijgezel zoekt naargeestig naar iemand met wie ze een bepaalde uiterlijke overeenkomst hebben, zoals een spraakgebrek, een trekkend been, bijziendheid of chronisch neusbloeden. Indien ze hier niet in slagen, worden ze veranderd in een dier en losgelaten in het bos.
Het genre van de film is niet voor iedereen gelijk. The Lobster kan als komedie, drama of romantische film worden beoordeeld, maar het kan ook als horror worden gezien vanwege de absurde, sadistische straffen die worden uitgedeeld.
Het thema van de film is ook multi-interpretabel. Enerzijds legt het de vinger op een zere plek van vrijgezellen: de druk die men van buitenaf voelt om een partner te vinden. Anderzijds kan het gezien worden als een verwijzing naar totalitaire regimes waar niet alleen geen plaats meer is voor het vrije woord, maar ook niet meer voor de vrije keuze hoe men zijn of haar liefdesleven wil inrichten. Niet alleen binnen het regime, maar zelfs niet in de wereld van de vluchtelingen (loners) zelf.

## Rolverdeling
| Acteur         | Personage            |
| -------------- | -------------------- |
| Colin Farrell  | David                |
| Léa Seydoux    | Leider van de loners |
| Rachel Weisz   | Bijziende vrouw      |
| Ben Whishaw    | Man met slepend been |
| John C. Reilly | Man met spraakgebrek |
| Olivia Colman  | Hotelmanager         |

## Prijzen en nominaties
| jaar | prijs                   | categorie                                                  | genomineerde(n)   | uitslag  |
| ---- | ----------------------- | ---------------------------------------------------------- | ----------------- | -------- |
| 2015 | Filmfestival van Cannes | Prijs van de jury                                          | Prijs van de jury | Gewonnen |
| 2015 | Film Fest Gent          | Georges Delerue Prijs voor de Beste Muziek en Sound Design | Johnnie Burn      | Gewonnen |